# Vĩ cầm Baroque

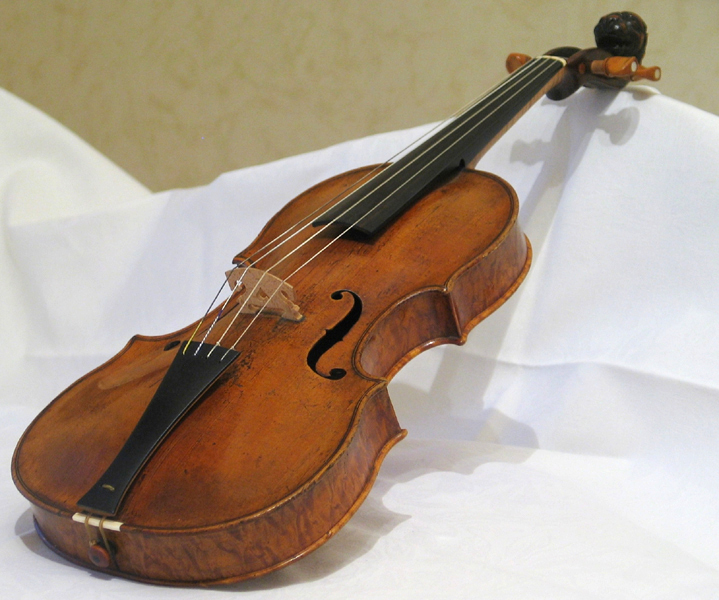
Cây vĩ cầm Baroque Jacob Stainer từ năm 1658

Vĩ cầm Baroque là một dòng vĩ cầm được tạo ra theo cách thức và tính chất của thời kỳ âm nhạc baroque. Thuật ngữ này bao gồm các nhạc cụ nguyên bản vẫn tồn tại mà không bị chỉnh sửa kể từ thời kỳ Baroque, cũng như các nhạc cụ hiện đại được điều chỉnh theo tính chất baroque và các bản sao nhạc cụ cổ. Những cây vĩ cầm kiểu Baroque trở nên tương đối phổ biến trong những thập kỷ gần đây nhờ vào hiệu suất được ghi nhận trong lịch sử, và các nghệ sĩ vĩ cầm có xu hướng quay trở lại các mẫu nhạc cụ cũ hơn để đạt được âm thanh chân thực.
Sự khác biệt giữa một cây vĩ cầm Baroque và một cây vĩ cầm hiện đại bao gồm kích thước và tính chất của cần đàn, bàn phím đàn, ngựa đàn, thanh trầm và ống nối. Violin Baroque hầu như luôn luôn được trang bị dây từ ruột động vật, trái ngược với dây kim loại và dây tổng hợp phổ biến hơn trên một nhạc cụ hiện đại và được chơi bằng vĩ được làm trên mô hình baroque chứ không phải vĩ Tourte hiện đại. Đàn vĩ cầm Baroque không có phần tựa cằm và được chơi mà không có gối tựa vai.

## Đặc trưng
Sự phát triển và phổ biến của violin bắt đầu vào thế kỷ 16. "Những chiếc vĩ cầm thời Phục hưng" của thời kỳ này có nhiều kích cỡ khác nhau, từ những chiếc pochette nhỏ cho đến những nhạc cụ hút ẩm, treble và tenor, đều như một phối khí. Khoảng năm 1610, Giovanni Paolo Cima viết bản sonata đầu tiên cho violin, đánh dấu sự bắt đầu sử dụng nó như một nhạc cụ độc tấu. Kích thước và thiết kế rộng rãi của cây vĩ cầm đã trở nên tương đối nhất quán vào đầu thời kỳ Baroque, vào khoảng năm 1660. Trong những thế kỷ tiếp theo, có một số thay đổi dần dần đối với vĩ cầm vĩ. Hầu hết tác dụng chính của những thay đổi này là tăng âm thanh và âm vang tổng thể của nhạc cụ, cải thiện hiệu suất của nhạc cụ ở các dải cao độ cao hơn và cho phép các đoạn nhịp legato dài hơn. Những cây vĩ cầm Baroque ngày nay được thiết kế bàn phím càng xa ngựa đàn càng tốt (hình) theo cách của những cây vĩ cầm được sử dụng từ năm 1650 đến năm 1750.
Không có một mô hình tiêu chuẩn duy nhất của violin trong thời kỳ Baroque. Sau đó, như bây giờ, các nhạc cụ được làm bởi các thợ thủ công riêng lẻ, theo các kiểu dáng khác nhau. Các nhạc cụ được sử dụng để chơi tác phẩm của Claudio Monteverdi vào đầu thời kỳ Baroque hơi khác so với các nhạc cụ của các nhà soạn nhạc Baroque cuối cùng. Kết quả là một người chơi hiện đại chơi các tiết mục từ suốt thời kỳ Baroque nhưng chỉ có thể mua một nhạc cụ nhất thiết phải thỏa hiệp với một nhạc cụ có các đặc điểm Baroque có thể hiểu được, nhưng chỉ khớp với các nhạc cụ của bất kỳ nhạc của Baroque một cách không hoàn hảo.
Cổ của một cây vĩ cầm Baroque có thể ở một góc thấp hơn so với thân của nhạc cụ khi so với thiết kế của một cây vĩ cầm hiện đại, nhưng một lần nữa, chúng có rất nhiều biến thể. Góc cổ có thể làm giảm áp lực tác động lên ngựa đàn từ dây. Phần cổ cũ cũng thường được dán vào hai bên sườn của đàn violin và được đóng đinh từ khối trên cùng bên trong qua phần gót cổ dày hơn, dốc nhẹ nhàng hơn, trong khi phần cổ của đàn hiện đại được khoét lỗ cắt vào 2 bên sườn và mép trên của đàn. Ngựa đàn có hình dạng khác nhau, với khối lượng nhẹ hơn và linh hoạt hơn ở nửa trên, do vị trí cao của các "mắt" - lỗ hổng ở hai bên.
Bảng phim trên đàn violin Baroque cũng ngắn hơn so với đàn violin hiện đại. Trong thời kỳ Baroque, việc sử dụng các vị trí cao hơn trên cây vĩ cầm đã tăng lên. Vào năm 1600, nốt cao nhất được sử dụng thường xuyên là nốt Đô trên dây Mi, trong khi đến năm 1700, nốt La cao hơn dây Mi một quãng tám là tương đối phổ biến (ví dụ, nốt cao nhất được sử dụng trong nhạc violin của Bach). Các nghệ sĩ vĩ cầm chuyên nghiệp trong suốt thời gian qua tiếp tục vượt qua ranh giới của khả năng, với Locatelli nổi tiếng chơi ở thế 22.

Vĩ cầm Baroque thường được xâu bằng dây Mi, La và Rê, và dây Sol thường được quấn kim loại. Những dây làm từ ruột động vật được đề cập thường là ruột của những con cừu, được quấn thành một vật liệu trong lịch sử được gọi là "catline", và đôi khi (nếu không chính xác) được gọi là ruột mèo. 

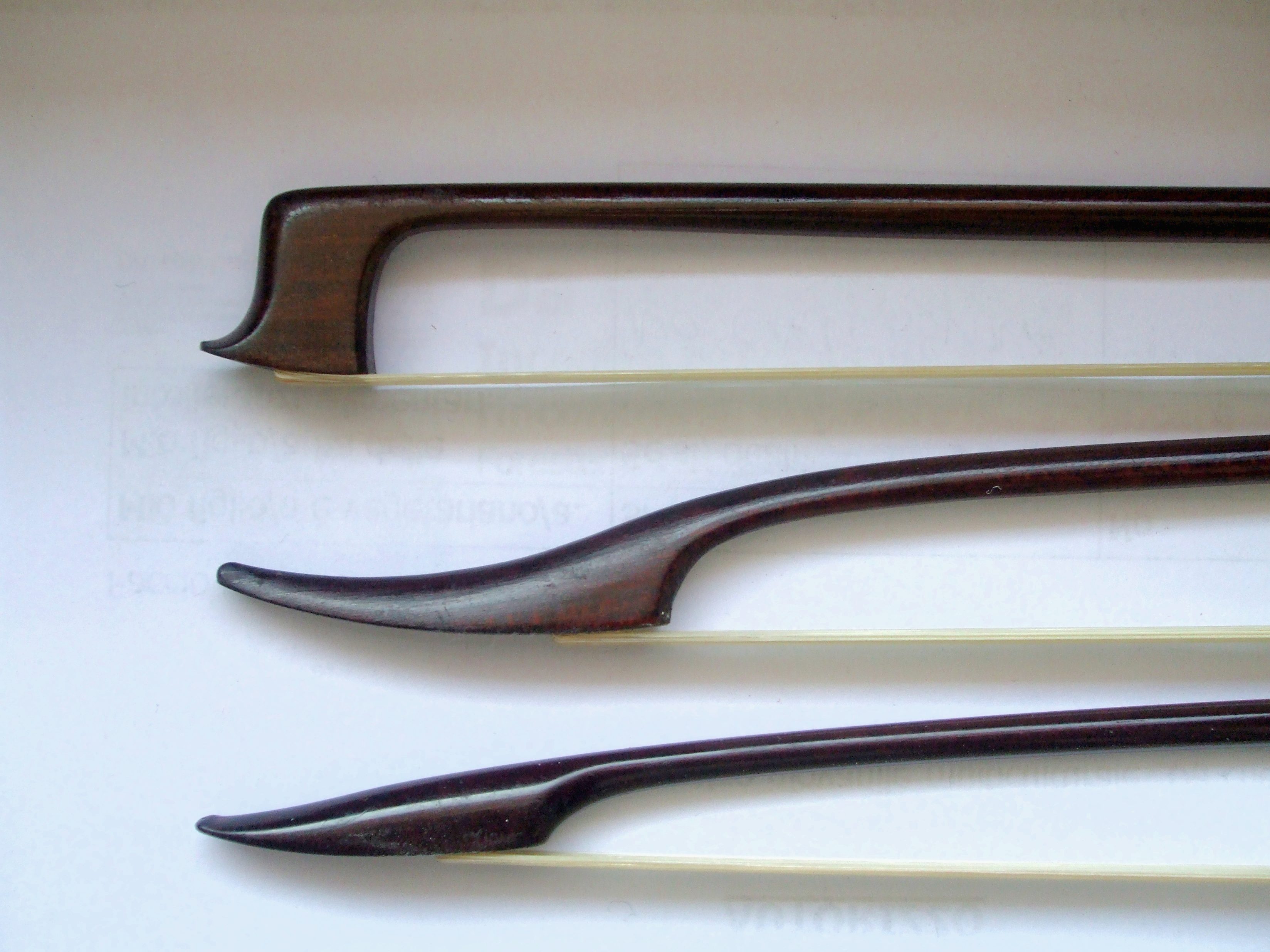
Đầu của ba cây cung vĩ cầm. Trên: Kiểu Tourte cuối thế kỷ 18. Giữa: m thiên nga,của một mô hình thế kỷ 18 dài. Dưới: đầu vĩ của một mô hình thế kỷ 17

### Vĩ
Vĩ baroque thường vót thẳng hoặc hơi cong ra ngoài ở giữa, với phần đầu nhọn thanh lịch giống "mỏ thiên nga". Chúng thường được làm từ gỗ rắn chắc và nặng. Ngược lại, một cây vĩ hiện đại được làm từ Paubrasilia và có độ uốn cong vào trong rõ rệt, đặc biệt là khi lông vĩ được thả lỏng và có đầu "cửa cuốn" ở góc vuông với cây vĩ.
Vĩ đã trải qua nhiều thay đổi trong thời kỳ Baroque hơn là đàn. Những chiếc vĩ của thế kỷ 17 trước đó đã được sử dụng thay thế cho nhau giữa đàn violin và đàn viols. Chúng đặc biệt ngắn và nhẹ, rất phù hợp với nhạc dance. Âm nhạc Ý nửa đầu thế kỷ 18 ví dụ như tác phẩm của Arcangelo Corelli, được chơi với vĩ dài hơn, phù hợp hơn với những nốt ngân dài. Để đáp ứng mong muốn tiếp tục ngân lâu hơn, thoải mái hơn mà đường cong hướng vào trong đã được giới thiệu vào giữa thế kỷ 18 và vĩ hiện đại bắt nguồn từ thiết kế của François Tourte vào cuối thế kỷ 18.
Cơ chế núm vặn để thay đổi độ căng của dây vĩ lần đầu tiên được đề cập trong một kho hàng của cửa hàng Pháp năm 1747. Nó không được chấp nhận rộng rãi trong hơn một thập kỷ vì người chơi hoàn toàn hài lòng với các mô hình "kẹp trong": một ngựa đàn có thể tháo rời được giữ cố định bằng lực căng lông vĩ trong một lỗ được chạm khắc vào thanh, sức căng của nó được điều chỉnh bằng miếng chêm giữa lông và bề mặt ngựa. Tuy nhiên, vĩ theo phong cách baroque được sản xuất ngày nay hầu như đều đã áp dụng cơ chế vặn vít.
Những cây vĩ thường được làm bằng lông của đuôi ngựa.

## Kĩ thuật và biểu diễn
Thông thường, một cây vĩ cầm Baroque được chơi theo "cách thức lịch sử", sử dụng một kỹ thuật và phong cách âm nhạc nhằm giống với màn biểu diễn baroque thực tế càng nhiều càng tốt. Bởi vì phong cách này đã không còn được sử dụng từ lâu trước khi công nghệ ghi âm được phát minh, các nghệ sĩ biểu diễn hiện đại chủ yếu dựa vào bằng chứng tài liệu để tái tạo kỹ thuật theo phong cách Baroque. Sau đó, họ áp dụng kỹ thuật này cho âm nhạc của thời kỳ đó, đặc biệt tìm kiếm các phiên bản fax hoặc phê bình của âm nhạc để chơi, vì nhiều phiên bản sau này bao gồm "cải tiến" biên tập xuất phát từ thực tiễn Baroque.

### Kĩ thuật cầm đàn và tay trái
Những cây vĩ cầm và vĩ cầm trầm ban đầu thường được giữ ở ngực trái, bên dưới vai. Đến thế kỷ 18, vị trí điển hình cao hơn một chút, trên đầu vai, với cằm đôi khi tiếp xúc với cây vĩ cầm. Phần tựa cằm và tựa vai không được sử dụng - phần tựa cằm được sử dụng phổ biến trên đàn violin hiện đại đã không được phát minh cho đến đầu thế kỷ 19, mặc dù Abbe Fils đã sử dụng một số loại thiết bị cho mục đích tương tự. Tựa vai là một phát minh của thế kỷ 20.
Thế bấm của cây vĩ cầm ảnh hưởng đến khả năng động tác và uyển chuển của người chơi, và do đó, phạm vi của nhạc cụ ở vị trí ngang ngực, bạn có thể dễ dàng chơi ở thế 1 nhưng sẽ khó chuyển lên cao. Sẽ dễ dàng chuyển lên cao hơn khi đàn được giữ trên xương quai xanh, và có khả năng là sự chuyển động của violin lên trên cơ thể và sự phát triển của các tiết mục ở các thế cao hơn đi đôi với nhau.
Ngay cả tư thế bấm đàn Baroque cũng kém linh hoạt hơn với cây vĩ cầm hiện đại nằm trên xương quai xanh, việc chuyển thế cũng khó hơn so với một nhạc cụ hiện đại, vì cần phải có sự hỗ trợ của tay trái để giữ cho cây vĩ cầm ở đúng vị trí. (Ngược lại, kỹ thuật hiện đại thường có vĩ cầm nằm chắc chắn giữa vai và cằm, giữ nguyên vị trí của nó ngay cả khi không có tay trái). Đặc biệt, việc chuyển dịch xuống giữa các thế bấm càng khó khăn hơn.

#### Kĩ thuật rung
Người ta thường chấp nhận rằng âm rung được sử dụng ít hơn trong khi chơi Baroque hơn là của các tiết mục Lãng mạn và việc sử dụng rung liên tục bắt đầu từ đầu thế kỷ 20, khoảng thời gian của Fritz Kreisler. Theo quan điểm này, âm rung đã được sử dụng để tạo hiệu ứng trong thời kỳ Baroque, trên các nốt nhạc dài hoặc mạnh, nhưng không bao giờ được sử dụng trên các nốt nhạc ngắn hoặc ở cuối nốt láy trill.

Trong chương 11 của chuyên luận về chơi đàn vĩ cầm của ông, Leopold Mozart viết:
Tremolo [vibrato] là một kĩ thuật nốt trang trí bắt nguồn từ thiên nhiên và có thể được sử dụng một cách quyến rũ trên một nốt nhạc dài, không chỉ bởi những người chơi nhạc cụ giỏi mà cả những ca sĩ khéo léo... Bây giờ vì tremolo không chỉ được chơi thuần túy trên một nốt nhạc mà có thể tạo âm thanh nhấp nhô, nó sẽ như vậy nếu mọi nốt nhạc được chơi với tremolo. Những người biểu diễn ở đó luôn run rẩy theo từng nốt nhạc như thể họ bị tê liệt. Tremolo chỉ được sử dụng ở những nơi mà chính thiên nhiên sẽ tạo ra nó....
Quan điểm này đã bị nghi ngờ bởi các nhà âm nhạc học, những người tin rằng không có sự thống nhất chung về ý nghĩa của kĩ thuật rung hoặc mức độ sử dụng nó là thích hợp.
Nghệ sĩ vĩ cầm Baroque có ảnh hưởng Francesco Geminiani khuyến nghị rằng nên áp dụng rung liên tục, ngay cả trên các nốt nhạc ngắn:
Điều này không thể được mô tả bằng ghi chú như trong các bản nhạc trước đây. Để thực hiện nó, bạn phải ấn mạnh Ngón tay lên dây của nhạc cụ, và di chuyển Cổ tay nhẹ nhàng từ từ và bằng nhau [...] khi nó được thực hiện trên các nốt nhạc ngắn, nó chỉ góp phần làm cho Âm thanh của nhạc cụ trở nên dễ chịu hơn; và vì lý do này, nó nên được sử dụng thường xuyên nhất có thể.
Nhà soạn nhạc Jean-Jacques Rousseau viết rằng nên sử dụng âm rung "trong mọi hoàn cảnh mà độ dài của nốt nhạc cho phép".

Ngay cả những tác giả chỉ trích việc sử dụng kĩ thuật rung liên tục cũng thừa nhận rằng đây là một thực tế phổ biến. Ví dụ, Robert Bremner viết:
Nhiều quý ông chơi nhạc cụ cung rất thích tremolo, đến nỗi họ áp dụng nó ở bất cứ đâu họ có thể. Cuộc tranh luận về việc sử dụng âm rung rất phức tạp bởi thuật ngữ không nhất quán và sự bất đồng ngay cả về cơ chế của rung trong các tác phẩm từ thời đại.
Ngày nay, người ta thường thừa nhận rằng rung được sử dụng rộng rãi hơn trong thời kỳ Baroque, không chỉ để nghe hay hơn mà mức độ sử dụng của nó rất khác nhau tùy theo khu vực, sở thích cá nhân và ý kiến về cái hay thay đổi nhanh chóng.

### Sử dụng vĩ
Vĩ Baroque thường được cầm theo cách giống như vĩ hiện đại, với ngón tay cái ở mặt dưới của vĩ hướng về phía ngựa đàn, mặc dù trong thời kỳ Baroque trước đó, "kiểu cầm vĩ Pháp" với ngón tay cái đặt trên lông của vĩ cung cũng được sử dụng.
Một khía cạnh quan trọng, nhưng thường bị phóng đại khi chơi vĩ cầm Baroque là "quy tắc của vĩ xuống", nói rằng bất kỳ trọng âm nào - và đặc biệt là nhịp đầu tiên của một ô nhịp - phải được chơi với một vĩ có chiều vĩ hướng xuống. Vĩ hướng xuống tự nhiên mạnh hơn vĩ hướng lên nhờ tác động của trọng lực, và xu hướng này càng đúng hơn với vĩ Baroque, nó chắc hơn về phía dưới và giữa và yếu dần về phía chóp. Trong cách chơi violin thời lãng mạn và sau này, khuynh hướng tự nhiên này được thể hiện hết mức có thể với mục đích tạo ra các đoạn nhạc du dương rõ ràng. Tuy nhiên, phần lớn âm nhạc Baroque dựa vào sự nhấn mạnh về nhịp điệu, làm cho sự tương phản giữa vĩ lên và xuống là một tập tính tốt.
Đặc biệt, dàn nhạc của Lully đã thực thi kỷ luật vĩ hướng xuống nghiêm ngặt theo quy tắc xuống, đã được Muffat ghi lại. Mặc dù quan trọng trong việc biểu diễn nhạc khiêu vũ, các quy tắc của vĩ xuống ít quan trọng hơn khi xử lý các tác phẩm tiếng Đức và tiếng Ý liên tục.
VĨ baroque có phạm vi kỹ thuật hẹp hơn nhiều so với vĩ hiện đại. Đặc biệt, các cú đánh nhanh ở nửa trên (''detaché'' và ''martelé''), các nét bắt đầu với mức độ căng cao giữa cung và dây (''collé ''), và các nét nảy có chủ ý (''spiccato'' và ''ricochet'') đều là những phát minh sau này rất khó đạt được với vĩ Baroque và không có giá trị sử dụng trong lịch sử.
Hai động tác vĩ xuống chính đã được chứng thực trong các luận thuyết thời bấy giờ. Trong những đoạn allegro nhanh, đặc biệt là khi có những bước nhảy giữa các nốt, người chơi Baroque đã sử dụng một quãng cung ngắn với các nốt tách ra rõ ràng. Tartini khuyên một người phỏng vấn ghi chép nên thực hành chơi các bản bán lại như các bản phân đoạn sau đó là phần còn lại, dần dần xây dựng nhịp độ nhưng vẫn duy trì sự tách biệt giữa các nốt. Ngược lại, trong những đoạn cantabile chậm hơn, sẽ có một chút tách biệt giữa các nốt, nhưng người chơi nên bắt đầu từng nốt một cách nhẹ nhàng và phát triển nó để phát huy tác dụng, chẳng hạn như sử dụng lộn xộn.

### Chuyên luận
Có một số sách hướng dẫn chơi nhạc thời Baroque. Trong số những tác phẩm quan trọng nhất là Nghệ thuật chơi đàn Violin của Francesco Geminiani (London, 1752; fasc. rpt. London: Oxford Univ. Pr., 1952) Các nhà nghiên cứu về âm nhạc được thông báo về lịch sử cũng tìm thấy những hiểu biết liên quan về thư từ của các nhạc sĩ vào thời điểm đó, và cả sách hướng dẫn dành cho người chơi các nhạc cụ khác. Tuy nhiên, việc sử dụng các nguồn này không có nhiều rắc rối. Các nguồn đôi khi mâu thuẫn với nhau và có thể để lại những điểm "hiển nhiên" chưa được nêu rõ.

### Violin dân gian và violin Baroque

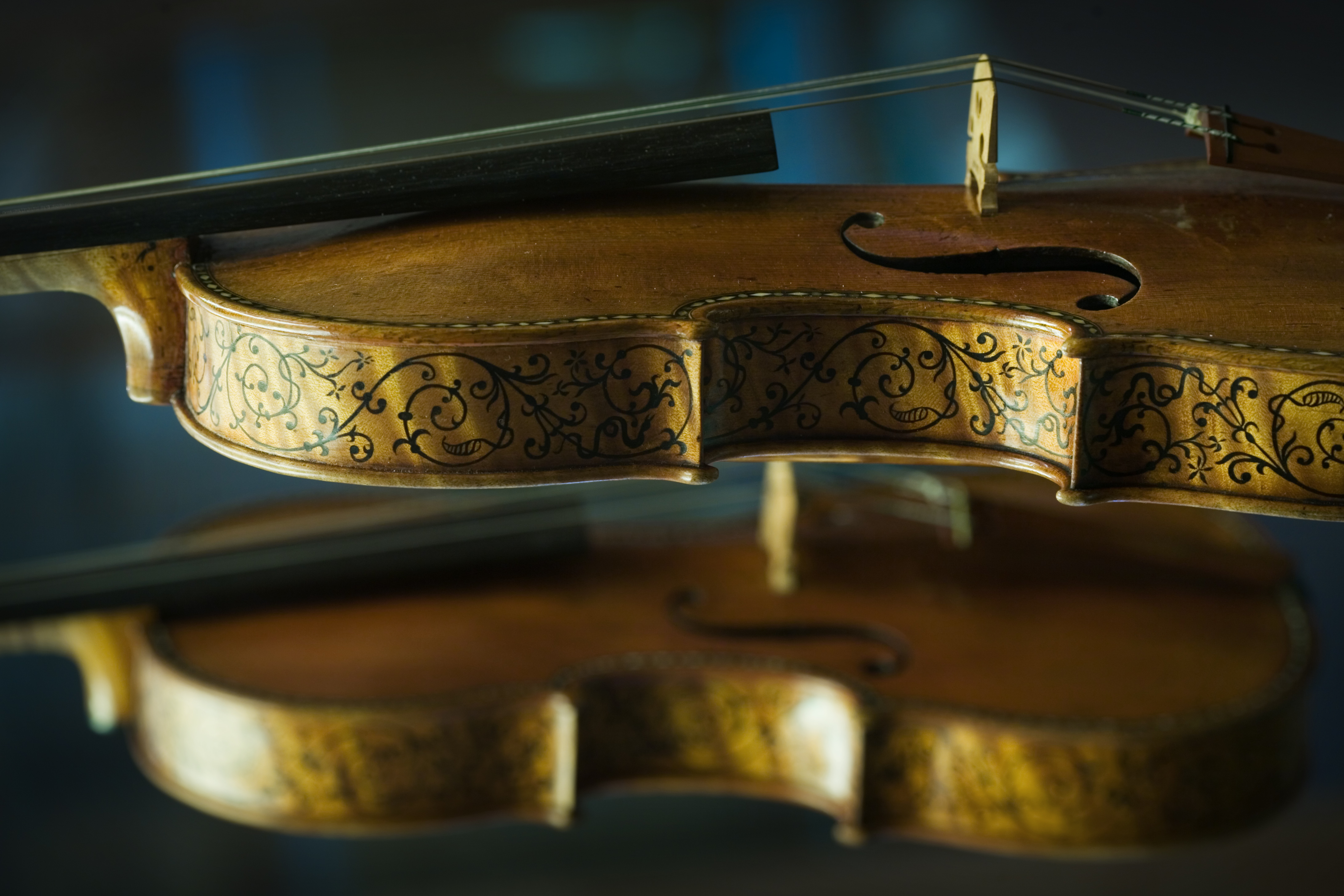
2 cây đàn violin Baroque

Những cây vĩ cầm hoặc vĩ cầm trầm baroque của Đức và viola da amores vẫn được các nhà sản xuất người Đức chế tạo cho đến Thế kỷ 19, xưởng của Johann Heinl ở Bohmen đã sản xuất phiên bản Đức cổ truyền thống của một cây violin baroque điển hình vào năm 1886. Kiểu violin truyền thống này chủ yếu được chơi bởi các nhóm nhạc dân gian Đức địa phương. Một tính năng thú vị khác của nhạc cụ này là nó có bộ điều chỉnh tương tự như đàn mandolin hơn là một hộp đàn. Cây vĩ cầm baroque của Heinl chơi với âm lượng tốt và cũng rất phù hợp với dàn nhạc. Nó có thể được gắn với một dây Mi của viola và điều chỉnh theo cao độ Sol, Rê, La, Mi và chơi theo cách tương tự như violin.
Đàn violin dân gian được trang bị các phím đàn có thể tháo rời để có thể chơi như một cây đàn viola da gamba. Có những nhà sản xuất vĩ cầm người Đức khác ở cùng thời kỳ như Johann Heinl là những người tiếp tục sản xuất các nhạc cụ baroque cũ của Đức cho người nhạc sĩ đặc biệt muốn có một cây đàn vĩ cầm truyền thống. Một loại hoa văn cổ của Đức khá thú vị do Grunwald chế tạo có thân đàn tương tự kích thước của đàn violin hiện đại nhưng với bảng phím dài hơn một inch rưỡi so với tiêu chuẩn ngày nay. Sự thay đổi về chiều dài ngón tay này cho phép nhạc cụ được xâu chuỗi như một cây đàn vĩ cầm với các dây điều chỉnh theo cao độ đàn hoặc như một cây đàn viola làm cho các dây điều chỉnh theo Đô sol rê la hoặc một ống nối ngắn hơn sẽ được trang bị để cho phép điều chỉnh theo Sol rê la mi trong quãng tám của cello và được chơi như một cây vĩ cầm tenor cỡ trung bình. Các phím đàn thường được trang bị có thể dễ dàng tháo rời và trang bị lại tùy theo sở thích của người chơi. Cây vĩ cầm của Grunwald năm 1929 có bảy thanh cộng hưởng đặc biệt được gắn vào mặt dưới của tấm trên để gây ra hiệu ứng cộng hưởng đồng cảm giúp khuếch đại âm thanh lên rất nhiều, giống như những gì mong đợi ở một cây vĩ cầm 16 hoặc 17 inch. Cũng trong khoảng thời gian này, chính Charles Manby đã phát minh ra một chiếc đàn có phím đàn dành riêng cho thương hiệu "violin kiểu mới" của mình, đó là ý tưởng được sinh ra từ những chiếc violin cuối thế kỷ 19 này có những cải tiến và biến thể trong thiết kế của thời kỳ baroque. Một thiết kế vĩ cầm nổi tiếng khác kết hợp với các khía cạnh thiết kế của biến thể thời kỳ baroque là Gusetto là một thiết kế vĩ cầm thời kỳ baroque, và mẫu vĩ cầm hiện đại phổ biến hơn kết hợp với nhau, tạo ra một cây vĩ cầm hoàn toàn độc đáo.

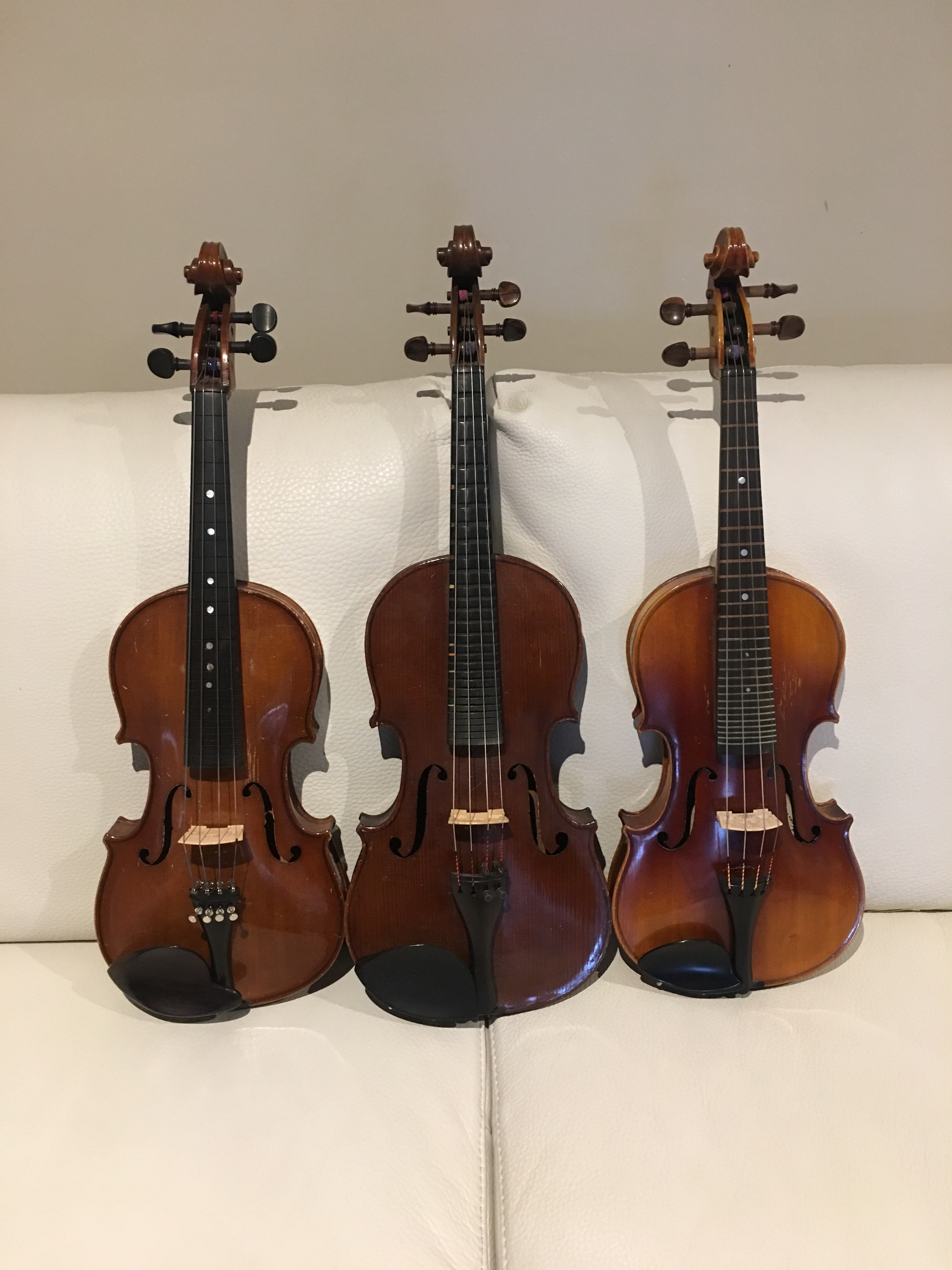

## Vĩ cầm Baroque ngày nay
Violin Baroque là một phần của mối quan tâm ngày càng nhiều đối với màn trình diễn đích thực bắt đầu từ những năm 1950 và tăng lên trong những năm 1970 và 1980. Việc sử dụng chúng phản ánh nỗ lực khám phá lại phong cách chơi violin phù hợp nhất với âm nhạc của thời kỳ họ. Nhiều thợ làm đàn ngày nay cung cấp các nhạc cụ tổ hợp dành cho violin khi mới thành lập, mặc dù vẫn còn nhiều điều chưa được biết đến, do sự khan hiếm tương đối của các nhạc cụ nguyên bản chưa được thay đổi để nghiên cứu. Thông thường, những người chơi nhạc cụ thời kỳ nay cố gắng tìm hiểu phong cách và thẩm mỹ phù hợp với âm nhạc và nhạc cụ trong các chuyên luận thời kỳ và các ấn bản fax. Thực hành này được gọi là Hiệu suất được Thông tin Lịch sử (HIP).